# ایستک
ایستک نام یک برند ماءالشعیر در ایران می‌باشد که توسط شرکت‌های آرپانوش و خورشید زریوار تولید می‌شود. این شرکت ابتدا در سال ۱۳۸۲ در رشت استان گیلان شروع به تولید کرد سپس این شرکت در سنندج مرکز استان کردستان یک کارخانه افتتاح کرد. کارخانه این شرکت هم اکنون در قم قرار دارد.

## برخی از مشکلات و تعطیلی واحدها
در سال ۱۳۹۲ برادران روزچنگ با توجه به اتهامات وارده توسط دستگاه قضایی و ارتباط او با محمدرضا رحیمی معاون وقت ریاست جمهوری (در خصوص پرونده تخلف او در بیمه) دستگیر شد. معاون وقت رئیس‌جمهور هرگونه ارتباط با ریاست کارخانه را تکذیب کرد و این موضوع را امری سیاسی دانست.

## تعطیلی کارخانه کردستان
در سال ۱۳۹۵ کارخانه ایستک کردستان به دلیلی مشکلات ناشی از مباحث مدیریت و نبود مدیران به مدت سه ماه تعطیل شد.

## محصولات
محصولات این شرکت عبارتند از:
- پریفرم‌های تولیدی برای بطری‌های پت و پی.وی.سی
- ماءالشعیر ایستک در ۱۶ طعم مختلف
- ماءالشعیر آرپا در ۱۳ طعم مختلف
- آبمیوه‌های گازدار در ۵ طعم مختلف
- نوشابه‌های انرژی‌زا ایکس‌تک (xtak)در ۳ طعم مختلف
- نوشابه انرژی‌زا آرپا در ۶ طعم مختلف
- تولید انواع بطری‌های شیشه‌ای[۷]

در حال حاضر برند تینو نیز به عنوان یکی از زیر شاخه‌های ایستک برای صادرات به کشور عراق توسط ایستک تولید می‌شود.

## صادرات
هم‌اکنون بر اساس اطلاعات وب‌سایت شرکت ایستک، این شرکت به ۴۵ کشور جهان که ۲۱ مورد از آن‌ها ذکر شده، صادرات دارد.
هیج اطلاعات دقیقی از حجم مبادلات و یا صحت این اطلاعات در منابع دیگری در دسترس نیست.
| جدول کشورهای مقصد صادرات شرکت ایستک (از غرب به شرق) | جدول کشورهای مقصد صادرات شرکت ایستک (از غرب به شرق) |
| ردیف                                                | کشور                                                |
| --------------------------------------------------- | --------------------------------------------------- |
| ۱                                                   | کانادا                                              |
| ۲                                                   | ایالات متحده آمریکا                                 |
| ۳                                                   | انگلستان                                            |
| ۴                                                   | آلمان                                               |
| ۵                                                   | ایتالیا                                             |
| ۶                                                   | ترکیه                                               |
| ۷                                                   | عراق                                                |
| ۸                                                   | عربستان سعودی                                       |
| ۹                                                   | جمهوری آذربایجان                                    |
| ۱۰                                                  | ترکمنستان                                           |
| ۱۱                                                  | افغانستان                                           |
| ۱۲                                                  | قرقیزستان                                           |
| ۱۳                                                  | چین                                                 |
| ۱۴                                                  | مالزی                                               |
| ۱۵                                                  | تایلند                                              |
| ۱۶                                                  | سنگاپور                                             |
| ۱۷                                                  | کامبوج                                              |
| ۱۸                                                  | اندونزی                                             |
| ۱۹                                                  | فیلیپین                                             |
| ۲۰                                                  | استرالیا                                            |
| ۲۱                                                  | ژاپن                                                |

## مسوولیت‌های اجتماعی
برند ایستک اقدام به انجام برخی خدمات عمرانی و یا اجتماعی نیز کرده که خود آن را عام‌المنفعه نامیده‌است:
- ساخت زائرسرا در شهر مشهد
- ساخت درمانگاه شبانه‌روزی در مریوان
- احداث و راه‌اندازی تنها مرکز دیالیز در مریوان
- بازسازی حسینیه و کمک به هیئت‌های عزاداری حسین بن علی در منطقۀ شیعه‌نشین مریوان
- ساخت ۲ باب مسجد در روستاهای زلزله‌زدۀ کرمانشاه
- ارسال ۷ تریلی مشتمل بر ۱۲۶ هزار بطری از نوشیدنی‌های برند ایستک به مناطق زلزله‌زدۀ کرمانشاه
- اهدای ۳۰۰ کانکس مسکونی و ۵۰ کانکس سرویس بهداشتی به هموطنان زلزله‌زدۀ کرمانشاه [۱۱][۱۲]
- ساخت مجتمع تفریحی-فرهنگی در مریوان
- ساخت ۶ باب مدرسه در مریوان
- اقدام به ساخت آموزشگاه علمی-کاربردی در مریوان
- حمایت معنوی و مالی بالغ بر ۲۰۰۰ نفر از ایتام ساکن در مریوان، سرو آباد، سنندج و رشت
- حمایت از برگزاری سمینارهای فرهنگی-هنری متعدد در استان کردستان[۱۳]
- کمک به آزادی زندانیان نیازمند جرائم غیرعمد